# Octacílio
Octacílio Pinheiro Guerra, ou plus simplement Octacílio (Porto Alegre, 21 novembre 1909 - 26 février 1967), est un footballeur international brésilien qui évoluait au poste de défenseur.

## Biographie
Octacílio commença sa carrière au Sport Club Rio Grande, le premier club de football brésilien en 1920. En 1925, il fut transféré au Botafogo de Futebol e Regatas avec lequel il remporta le championnat de Rio en 1930, 1932, 1933, 1934 et 1935. Il resta 12 ans au club, jusqu'en 1937.
Ses performances sous le maillot alvinegro du club de Rio de Janeiro lui valut d'être sélectionné en équipe du Brésil. Il joua 11 matches (aucun officiel) avec l'équipe nationale (pour 1 but marqué) et participa notamment à la coupe du monde de 1934, en compagnie de huit de ses coéquipiers du Botafogo.

## Sources
- (pt) Cet article est partiellement ou en totalité issu de l’article de Wikipédia en portugais intitulé « Octacílio Pinheiro Guerra » (voir la liste des auteurs).